# عزالدین محمود کاشانی
عزالدین محمود کاشانی یا شیخ عزالدین محمود بن علی کاشانی، (درگذشته ۷۳۵ ق)، از دانشمندان، عارفان و شاعران بزرگ قرن هشتم هجری قمری بود که در علوم متداول دوران خود خصوصاً ادبیات، فلسفه، عرفان، کلام و حدیث مهارت داشته‌است.

## استادان
وی از شاگردان و مریدان نورالدین عبدالصمد بن علی اصفهانی نطنزی (ملقب به شیخ عبدالصمد، درگذشته ۶۹۹ ق) و ظهیرالدین عبدالرحمن بن نجیب الدین علی بزغش شیرازی (فرزند نجیب‌الدین علی بن بزغش شیرازی، درگذشته ۷۱۶ ق) بود.

## آثار
- مصباح‌الهدایه یا مصباح الهدایه و مفتاح الکفایه[۳]

این کتاب ترجمه فارسی و رسا از کتاب عوارف المعارف شهاب‌الدین عمر سهروردی در ذکر مبانی تصوف، سیر و سلوک و رسوم و آداب صوفیه است. این کتاب را عماد فقیه کرمانی شاعر مشهور، در اثرش طریقت نامه در حدود ۲۷۷۰ بیت، به نظم درآورده است.
هم چنین این کتاب (مصباح‌الهدایه) توسط جلال‌الدین همایی در سال ۱۳۲۵ خورشیدی تصحیح شده است.
این کتاب ده باب و هر باب ده فصل دارد که در مجموع یکصد فصل دارد. ابواب این کتاب «اعتقادات، علوم، معارف، اصطلاحات صوفیان، مستحسنات متصوفه، آداب، اعمال، اخلاق، مقامات، احوال» هستند. به طوری که از فهرست مطالب و باب‌ها و فصل‌های کتاب معلوم می‌شود، نگارنده در این کتاب از نخستین پایه دین که اعتقاد به وجود خالق و توحید است، تا آخرین مقام و منزل سالکان که مرتبه فنا فی الله و بقا بالله و حال اتصال است، تمام مراحل را به همراه مسایل اعتقادی و اصول و فروع دین و آداب و رسوم، شرح داده، که در نوع خود در میان کتب فارسی قدیم، همتا ندارد.
- کشف وجوه الغر لمعانی نظم الدر، شرحی به عربی برای قصیده تاییه ابن فارض، شاعر معروف مصری است.[۶] عزالدین کاشانی پس از دیباچه ادبی عرفانی، به طرح ده اصل در دو قسم و هر قسمی شامل پنج فصل پرداخته است و بسیاری از اصطلاحات عرفانی را در طی این فصول شرح داده است. سپس به شرح قصیده پرداخته است. بدین ترتیب که ابیات را جدا جدا عنوان کرده و پس از تحلیل و تجزیه نکات و دقایق صرفی و نحوی و معانی و بیانی، نخست ترجمه و سپس شرح و تحقیق نموده است. این شرح در تهران (در سال ۱۳۱۹ ق) چاپ شده، اما به اشتباه آن را به کمال‌الدین عبدالرزاق اصفهانی نسبت داده‌اند.[۷]
- عشق نامه، مثنوی
- عقل نامه، مثنوی
- رساله‌ای در تصوف
- تفسیر تأویلات
- اصطلاحات الصوفیه
- شرح فصوص الحکم
- شرح منازل السائرین
- تحفه الاخوان عن خصایص الفتیان[۸]

البته برخی نویسندگان مانند توفیق سبحانی این کتاب‌ها را به کمال‌الدین عبدالرزاق اصفهانی نسبت داده‌اند.
- مقاله صلاح و فساد صحبت[۱۰]

عزالدین محمود در سرودن شعر هم مهارت داشته‌است، رباعی زیر از اوست:
| ای دوست میان ما جدایی تا کی    |  | چون من توأم این منی و مایی تا کی |
| با غیرت تو منی و مایی چو نماند |  | پس در نظر این غیر نمایی تا کی    |

اشعار زیر را هم به وی نسبت می‌دهند:
| دل گفت مرا علم لدنی هوس است    |  | تعلیمم کن گرت بدین دسترس است     |
| گفتم که الف، گفت دگر، گفتم هیچ |  | در خانه اگر کس است یک حرف بس است |

در کتاب نفحات‌الانس در مورد عزالدین کاشانی چنین آمده است:
«شیخ عزالدین محمود الکاشی رحمه الله تعالی، وی صاحب ترجمه عوارف است و شارح قصیده تائیه فارضیة و بسی حقایق بلند و معارف ارجمند در این دو کتاب درج کرده است و قصیده را شرح مختصر مفید نوشته است و کشف معضلات و حل مشکلات آن کرده است به مقتضای علم و عرفان و ذوق و وجدان خود، بی آن که مراجعت کند به شرح دیگر…»